# Municipio de Alhambra
El municipio de Alhambra (en inglés: Alhambra Township) es un municipio ubicado en el condado de Madison en el estado estadounidense de Illinois. En el año 2010 tenía una población de 1674 habitantes y una densidad poblacional de 18,48 personas por km².

## Geografía
El municipio de Alhambra se encuentra ubicado en las coordenadas 38°52′47″N 89°45′25″O / 38.87972, -89.75694. Según la Oficina del Censo de los Estados Unidos, el municipio tiene una superficie total de 90.61 km², de la cual 90,13 km² corresponden a tierra firme y (0,52 %) 0,47 km² es agua.

## Demografía
Según el censo de 2010, había 1674 personas residiendo en el municipio de Alhambra. La densidad de población era de 18,48 hab./km². De los 1674 habitantes, el municipio de Alhambra estaba compuesto por el 97,55 % blancos, el 0,18 % eran afroamericanos, el 0,06 % eran amerindios, el 0,36 % eran asiáticos, el 0,42 % eran de otras razas y el 1,43 % eran de una mezcla de razas. Del total de la población el 0,66 % eran hispanos o latinos de cualquier raza.